# چارلز نیوریث
چارلز نیویرث (زادهٔ ۲۲ اوت ۱۹۵۵) یک تهیه‌کننده فیلم آمریکایی است. 
نیویرث اخیراً فیلم‌های پرفروش شانگ چی و افسانه ده حلقه (۲۰۲۱)، مرد مورچه ای و زنبور (۲۰۱۸)، دکتر استرنج (۲۰۱۶) و مرد آهنی ۳ (۲۰۱۳) را برای مارول استودیو و دیزنی تهیه کرده است. .